# Ramesh Sharda
Ramesh Sharda har tillsammans med Dursun Delen (båda från Oklahoma State University) gjort ett datorprogram med vars hjälp det är möjligt att med stor säkerhet förutspå hur mycket pengar en film kommer att dra in när den väl är släppt, och det innan en enda scen är inspelad. 
Programmet bygger på en databas med statistik från 834 filmer som har haft premiär mellan 1998 och 2002. De faktorer som programmet tar hänsyn är följande: Filmens åldersgräns, premiärdatum, genre, mängden specialeffekter, uppföljare till en tidigare film, antalet visningsställen samt antalet kända skådespelare i rollistan.